# Fómeque
Fómeque è un comune della Colombia facente parte del dipartimento di Cundinamarca.
Il centro abitato venne fondato da Miguel de Ibarra nel 1543.